# Суам, Жозеф

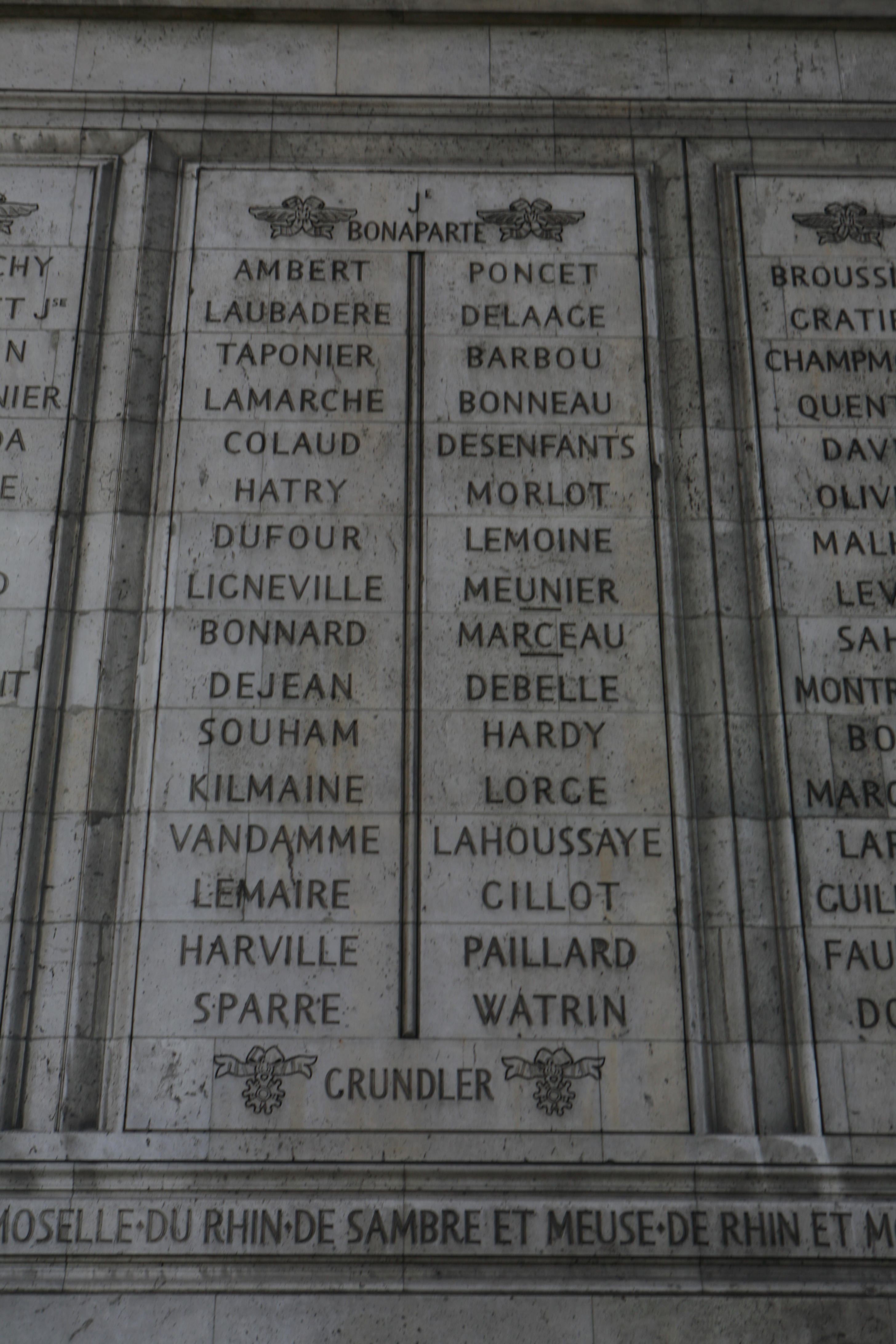
Имя Суама в 5-м столбце на северной опоре Триумфальной арки.

Жозеф Суам (фр. Joseph Souham; 1760—1837) — граф, французский дивизионный генерал, участник Наполеоновских войн.

## Биография
Родился 30 мая 1760 года в Люберсаке. В военную службу вступил 17 марта 1782 года рядовым в королевский кирасирский полк.
В 1792 году Суам вступает во 2-й Коррезский добровольческий батальон революционной армии и сражается в первой коалиционной войне. В сражении при Жемаппе он командовал батальоном, затем находился в деле под Дюнкерком. 30 июля 1793 года был произведён в бригадные генералы, а уже 30 августа становится дивизионным генералом в армии Журдана.
В сентябре того же года, в намерении разделить силы союзников, расположенных на реке Самбре, Суам предпринял диверсию во Фландрию, овладел Мененом и Маршиенном и одержал успех в своем предприятии, хотя и понёс значительный урон во время отступления.
В 1794 году он служил на том же театре войны под начальством Пишегрю; предводительствовал разными дивизиями и в конце апреля, приступом овладев укреплёнными высотами при Костеле, опрокинул неприятеля с потерей нескольких орудий и множеством пленных в Турне. 29 апреля он нанёс поражение австрийцам около Куртре. В сражении при Туркуэне, 18 мая, Суам и Моро, в отсутствие Пишегрю, управляли армией; в июне он прикрывал осаду Ипра, покорил Герцогенбуш, а в ноябре Нимвеген и спас голландский гарнизон от опасности потонуть во время наводнения, причём сделал это под выстрелами английских батарей.
В 1795 году он принял участие в завоевании Голландии. В 1796 году находился в Германии в армии Журдана, который, однако, упрекал его за недостаток энергии в сражении при Штокахе и, вследствие этого, поражении французов.
В 1800 году Суам командовал дивизией в Рейнской армии генерала Моро, и, состоя на левом крыле под начальством Сен-Сира, имел в мае и июне несколько упорных дел в окрестностях Ульма. В день Гогенлинденской победы, он действовал на левом берегу Дуная против генерала Кленау и занял Регенсбург. По тесной его дружбе с Моро и Пишегрю и ревностной их защите против обвинений Бонапарта, Суам обратил на себя гнев Первого консула, был на несколько месяцев заключён в тюрьму и потом отставлен от службы.
В 1807 году его снова определили начальником 9-й дивизии в 7-м корпусе Сен-Сира в Каталонии. Суам прикрывал в 1808 году осаду Розаса и 24 ноября разбил испанского генерала Альвареса на реке Флувии. Столь же отличны были действия его в сражении на Ллобрегате (21 декабря) и в победе, одержанной над генералом Редингом при Вальсе (25 февраля 1809), где Суам удержал натиск превосходящих неприятельских сил, и, получив в подкрепление дивизию Пино, отбросил испанцев к Таррагоне, отбив у них всю артиллерию, обозы и несколько тысяч пленных.
Осенью того же года, прикрывая осаду Жиронны, он удачно отбивал все попытки генерала Блека освободить эту крепость, но едва успел спастись от плена, когда генерал О’Доннелл, внезапной вылазкой, пробился с частью гарнизона сквозь осаждавший французский корпус.
По взятии Жиронны, он был послан с дивизией в Верхнюю Каталонию: там, в продолжение 1810 года, окруженный герильясами и беспрерывно тревожимый ими и генералом О’Доннеллом, Суам и его войска оказали мужество и деятельность, особенно в сражении при Вихе, в котором 4000 французов несколько часов защищались против 10 000 испанцев и принудили их отступить.
Тяжёлая рана, полученная в этой битве, заставила Суама удалиться во Францию, но в 1812 году он вернулся в Испанию, где командовал дивизией Северной армии генерала Дорсенна. Отряжённый на подкрепление португальской армии, разбитой при Саламанке, Суам присоединился к ней в сентябре близ Бривиеско, принял, как старший, главное начальство от генерала Клозеля и в октябре двинулся на освобождение Бургоса, осаждённого Веллингтоном. Но это предприятие не удалось, и Суам отступил, преследуемый союзниками.
В ноябре Португальская, Северная и Центральная французские армии соединились под начальством маршала Сульта и снова оттеснили англо-испанцев до Португалии. В это время Суам оставил армию из-за ссоры с королём Жозефом.
Весной 1813 года Суам сформировал в Майнце новую дивизию и поступил с ней в 3-й корпус маршала Нея. В сражении под Люценом Суам первый выдержал натиск союзных войск на селения Гросс-Гершен и Кляйн-Гершен и Рану, причём лишился почти половины своей дивизии. Наполеон, отдавая полную справедливость храброму генералу, пожаловал его кавалером ордена Почётного легиона, но и тут не согласился на просьбу благородного Суама — освободить из замка Гама друга его, генерала Дюпона, арестованного за капитуляцию при Байлене. При Бауцене Суам действовал на левом крыле французов против Блюхера и Барклая-де-Толли, и после Пойшвицкого перемирия и назначения Нея главнокомандующим армией вместо маршала Удино, принял командование 3-м корпусом. После неудачного сражения при Кацбахе Суам прикрывал, вместе с конницей Себастьяни, отступление Макдональда.
В сражении под Лейпцигом Суам, с двумя дивизиями корпуса Нея, расположенного против австрийской Силезской армии, был послан на подкрепление Наполеона в Вахау. Не успев дойти до этого селения, он получил приказ вернуться, чтобы помогать Мармону у Мекерна, но он прибыл туда уже после того, как французы были разбиты. В октябре Суам сражался на реке Парте, защищал деревню Шёнфельд и опять получил рану.
В кампанию 1814 года он состоял в корпусе Мармона, командуя дивизией, составленной из подвижной национальной гвардии; он участвовал в битве при Фер-Шампенуазе и при отражении штурма союзниками Монмартрских высот, и после капитуляции Парижа, отступил, вместе с корпусом, в Эссон, где присутствовал при переговорах Мармона с князем Шварценбергом, имевших целью отделить 6-й корпус от армии Наполеона в Фонтенбло и расположить его позади союзных войск. Когда же Мармон, Ней и Макдональд отправились в Париж, чтобы склонить союзных монархов к признанию преемником престола сына Наполеона, и получено было в Эссоне от императора повеление идти в Фонтнебло, то Суам, опасаясь открытия тайны условия с Шварценбергом, выступил немедленно в Версаль, не известив войска о настоящей цели похода.
Это движение корпуса Мармона полностью изменило положение дел. Союзные монархи потребовали тотчас безусловного отречения Наполеона от престола. Когда войска в Версале узнали подробности дела, они взбунтовались, и Суам вынужден был скрыться.
От Людовика XVIII он получил начальство над 20-м военным округом, оставался в бездействии во время стодневного правления Наполеона, был в 1816 году назначен генерал-инспектором всей пехоты, в 1818 году — военным губернатором 3-го военного округа, а 1 мая 1821 году был пожалован званием кавалера Большого креста ордена Почётного легиона.
По восшествии на престол Луи-Филиппа Суам был уволен от действительной службы и удалился в свои поместья.
Скончался Суам 28 апреля 1837 года в Версале. Впоследствии его имя было выбито на Триумфальной арке в Париже.